# Teoria culturològica
La teoria culturològica és una teoria de la comunicació creada en la dècada de 1960, principalment de l'obra d'Edgar Morin "La cultura de masses en el segle XX: L'esperit del temps". Morin determina que l'individu pren part d'una experiència universal quan participa de la cultura, amb aquest impuls de sentir-se pertinent a la societat.
Aquesta teoria neix d'una anàlisi de la teoria crítica, segons la qual els mitjans de comunicació serien el vehicle per l'alienació de les masses. La teoria es posiciona en el vessant dels estudis alternatius a la recerca institucional, introduint una novetat: no examina exclusivament els mitjans de comunicació de massa i els seus efectes, sinó que es concentra en l'anàlisi de la cultura de massa en si mateixa. Els culturòlegs, per la seva part, veuen la cultura com una fabricació dels mitjans de comunicació, donant a les masses el que volen: Una informació transformada pels grans quadres de venda i l'art produït en l'òptica de la indústria, és a dir, la massa i venut pels medis com que era una imatge de la realitat en la qual viu la gent. D'acord amb ells, la cultura neix combinant la realitat amb la imaginació.
Per tant, la finalitat d'aquesta teoria és la d'estudiar la cultura de massa per individualitzar-ne els aspectes antropològics i les relacions que s'instauren entre el consumidor i l'objecte de consum.